# Berthold Riehl

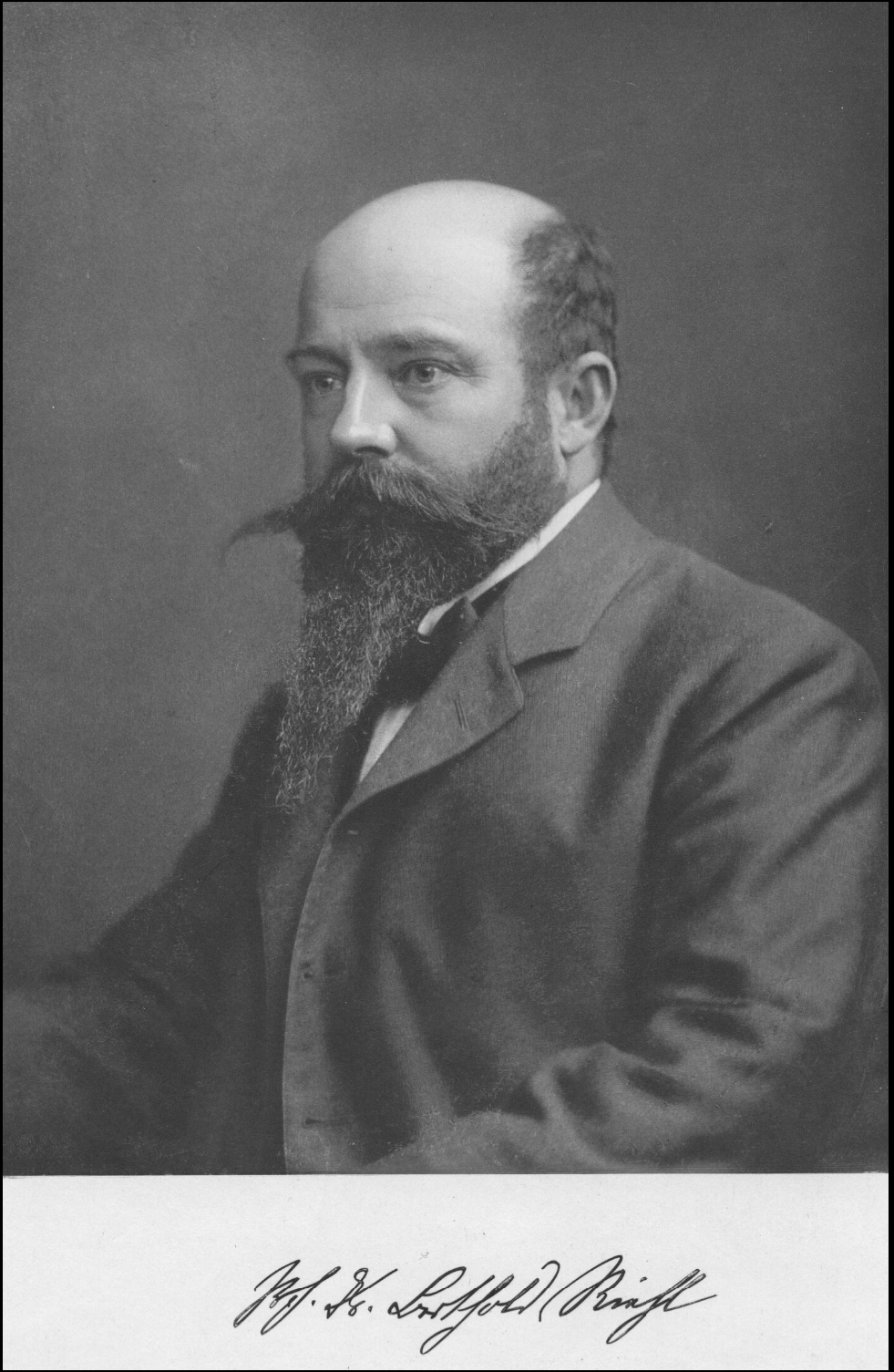
Berthold Riehl

Berthold Riehl (* 10. Juni 1858 in München; † 5. April 1911 ebenda) war ein deutscher Kunsthistoriker.

## Leben
Berthold Moritz Riehl, Abiturjahrgang 1878 am Maximiliansgymnasium München, war ein Sohn des promovierten Kulturhistorikers, Soziologen und Novellisten Wilhelm Heinrich Riehl (ab 1883 von Riehl), Geheimer Rat und Professor in München, und seiner ersten Ehefrau, der Sängerin Bertha, geb. von Knoll (1824–1894). Er studierte Kunstgeschichte an den Universitäten Wien und München, promovierte 1883 zum Dr. phil. mit der Dissertation St. Michael und St. Georg in der bildenden Kunst und habilitierte sich 1884. Ab 1887 hielt Riehl Vorlesungen über Kunstgeschichte und Ästhetik an der Akademie der bildenden Künste in München, ab 1890 lehrte er als außerordentlicher, ab 1898 als ordentlicher Professor für Kunstgeschichte an der Ludwig-Maximilians-Universität München. Ab 1898 war er Mitglied der Bayerischen Akademie der Wissenschaften.
1884 heiratete er Marie Anna Margaretha Petri aus Kassel (* 1861), Tochter des Juristen Wilhelm Petri. Die beiden Söhne dieser Ehe, Wilhelm und Berthold, verstarben im Kindesalter.
Nachdem bereits Gelehrte wie Ludwig von Schorn, Andreas Florian Meilinger und Moriz Carrière Vorlesungen in Kunstgeschichte an der Ludwig-Maximilians-Universität München gehalten hatten, wurde Riehl 1890 der erste Ordinarius für Kunstgeschichte an dieser Universität und gründete unter dem Namen Kunsthistorisches Seminar und Kupferstichsammlung das Kunsthistorische Institut. Unter seiner Leitung konzentrierte sich seine Arbeit auf Studien zur regionalen bayerischen Kunstgeschichte; unter seinen Nachfolgern Heinrich Wölfflin, Wilhelm Pinder und Hans Jantzen wurde das Arbeitsgebiet auf den gesamten deutschsprachigen Raum ausgedehnt.
Bereits 1888 hörte Aby Warburg Vorlesungen bei Riehl, auch Paul Frankl zählte zu seinen Studenten. 1888 erschien sein Buch Kunsthistorische Wandereung durch Bayern, 1893 Deutsche und italienische Kunstcharaktere, 1898 Die Kunst an der Brennerstrasse, 1912 Bayerns Donautal. Tausend Jahre deutscher Kunst.

## Schriften (Auswahl)
- Sanct Michael und Sanct Georg in der bildenden Kunst. Diss. Univ. München. Hübschmann, München 1883.
- Geschichte des Sittenbildes in der deutschen Kunst bis zum Tode Pieter Breughel des Aelteren. Spemann; Berlin / Stuttgart 1884.
- Zur bayrischen Kunstgeschichte / 1: Die ältesten Denkmale der bayrischen Malerei. Spemann, Berlin [u. a.] 1885.
- Denkmale frühmittelalterlicher Baukunst in Bayern, bayerisch Schwaben, Franken und der Pfalz. Hirth, München [u. a.] 1888.
- Deutsche und italienische Kunstcharaktere. Keller, Frankfurt a. M. 1893
- Die bayerische Kleinplastik der frühromanischen Periode. G. Franz, München / Leipzig 1894.
- Studien zur Geschichte der bayerischen Malerei des 15. Jahrhunderts. Franz, München 1895.
- Die Kunst an der Brennerstrasse. Breitkopf & Härtel, Leipzig 1898 (Digitalisat).
- Von Dürer zu Rubens: eine geschichtliche Studie über die deutsche und niederländische Malerei des 16. Jahrhunderts. Verlag der K. Akademie, München 1900.
- Geschichte der Stein- und Holzplastik in Ober-Bayern: vom 12. bis zur Mitte des 15. Jahrhunderts. Franz, München 1902.
- Augsburg. Seemann, Leipzig 1903. Volltext (Wikimedia Commons).
- Die Münchener Plastik in der Wende vom Mittelalter zur Renaissance. Verlag der K. Akademie, München 1904.
- Internationale und nationale Züge in der Entwicklung der deutschen Kunst. Verlag der K. Akademie, München 1906.
- Studien über Miniaturen niederländischer Gebetbücher des 15. und 16. Jahrhunderts im Bayerischen National-Museum und in der Hof- und Staatsbibliothek zu München. Verlag der K. Akademie, München 1907.
- Bayerns Donautal: tausend Jahre deutscher Kunst. Müller, München [u. a.] 1912.